# Anders Samuelsen
Anders Samuelsen (Horsens, 1 de agosto de 1967) es un expolítico danés que se desempeñó como Ministro de Relaciones Exteriores de 2016 a 2019, miembro del Folketing de 2007 a 2011 y líder del partido Alianza Liberal desde 2009 hasta 2019.
En 1993, Samuelsen obtuvo una maestría en ciencias políticas de la Universidad de Aarhus. De 1994 a 1998, fue consultor y gerente de sección en el Colegio para Sordos Castberggård.

## Carrera política

### Parlamento Europeo
Desde 2004 hasta 2007, Samuelsen fue miembro del Parlamento Europeo en la Comisión de Presupuestos del Parlamento Europeo. Como miembro del Parlamento Europeo, fue suplente de la Comisión de Asuntos Exteriores, miembro de la Delegación para las Relaciones con Irán y suplente de la Delegación para las Relaciones con la República Popular China.

### Carrera en la política danesa
Samuelsen es un exmiembro del Partido Social Liberal y fue miembro de la Mesa de la Alianza de los Demócratas y Liberales por Europa. Dejó este partido el 7 de mayo de 2007, se convirtió en uno de los tres miembros fundadores de la Alianza Liberal y fue elegido miembro del parlamento danés por la Alianza Liberal en las elecciones de 2007.
A fines de 2016, Samuelsen amenazó con derrocar al gobierno del primer ministro Lars Løkke Rasmussen debido a desacuerdos sobre recortes de impuestos, inmigración y políticas de bienestar. En septiembre de 2016, anunció que su partido estaba listo para presentar una moción de censura si Rasmussen no recortaba la tasa máxima del impuesto sobre la renta en 5 puntos porcentuales en el presupuesto de 2017. En respuesta, Rasmussen reorganizó su gabinete para que la Alianza Liberal se uniera al gobierno y asumiera el liderazgo de seis ministerios.

### Ministro de Relaciones Exteriores

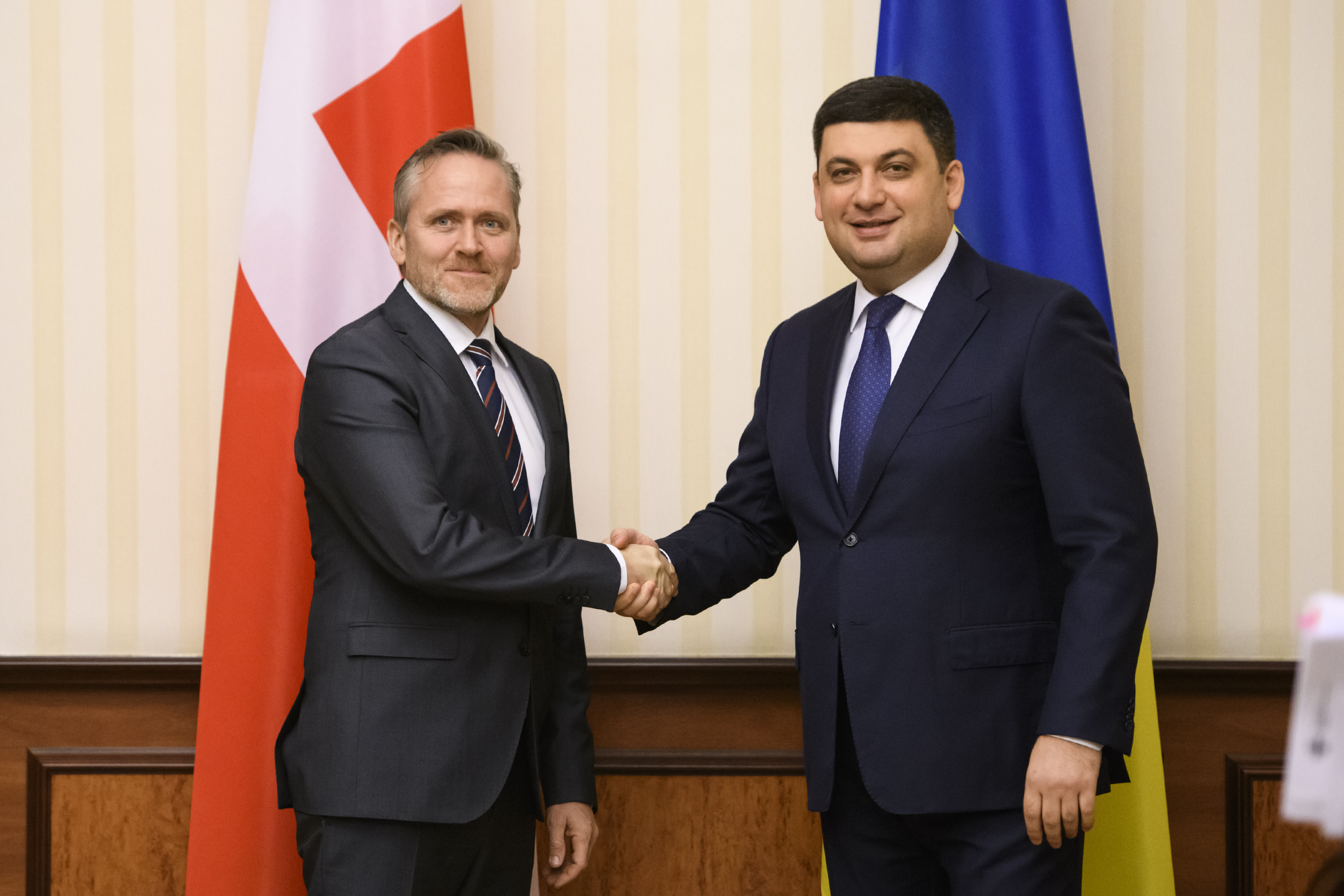
Anders Samuelsen y Volodymyr Groysman en Kiev, 2018.

Bajo el liderazgo de Samuelsen, el gobierno obtuvo la aprobación parlamentaria en enero de 2017 para desplegar hasta 60 fuerzas especiales para luchar contra el Estado Islámico en Siria como parte de la Operación Resolución Inherente liderada por Estados Unidos. Posteriormente, el gobierno se comprometió a enviar 55 soldados más a la Misión de Apoyo Decidido liderada por la OTAN en Afganistán; La decisión se tomó para impulsar los esfuerzos de seguridad después de que un coche bomba atacara un convoy danés en septiembre de 2017.
Tras los malos resultados de su partido en las elecciones generales de 2019, el miembro del partido Henrik Dahl acusó públicamente a Samuelsen de nepotismo. Debido a que Samuelsen no pudo ser reelegido, renunció como líder del partido el 6 de junio de 2019.

## Otras actividades
- Banco Asiático de Inversión en Infraestructura (AIIB), miembro ex officio de la Junta de Gobernadores[9]

- 2017: Gran Cruz de la Orden de la Corona.